# Shenandoah (1964)
Pour les articles homonymes, voir Shenandoah.
Le Shenandoah est une goélette à hunier, à coque bois, construite en 1964 aux États-Unis.
C'est le seul navire à voile nord-américain de cette taille à naviguer sans moteur auxiliaire.

## Histoire
Le Shenandoah a été conçu par le capitaine Robert S. Douglas. Sa conception a été basée sur un navire des années 1850 le Joe Lane. Il a été construit principalement dans le but d'être en mesure de partager son amour de la voile avec le plus grand nombre possible de personnes. Il propose différents types de croisières  dans l'esprit de la navigation du XIXe siècle. Le chauffage se fait avec un poêle à charbon, il n'y a pas l'eau courante, ni de moteur auxiliaire. 
Le capitaine Robert S. Douglas a aussi créé la Coastwise Packet Company, société de commercialisation de ses croisières. Une deuxième goélette construite en 1926, l’Alabama complète son armement.
Le Shenandoah a été légué en 2020 à la Foundation for Underway Experiential Learning, qui l'exploite dans une démarche pédagogique et prévoit de le remplacer en 2025 par un navire moins archaïque.